# Índice de color B-V

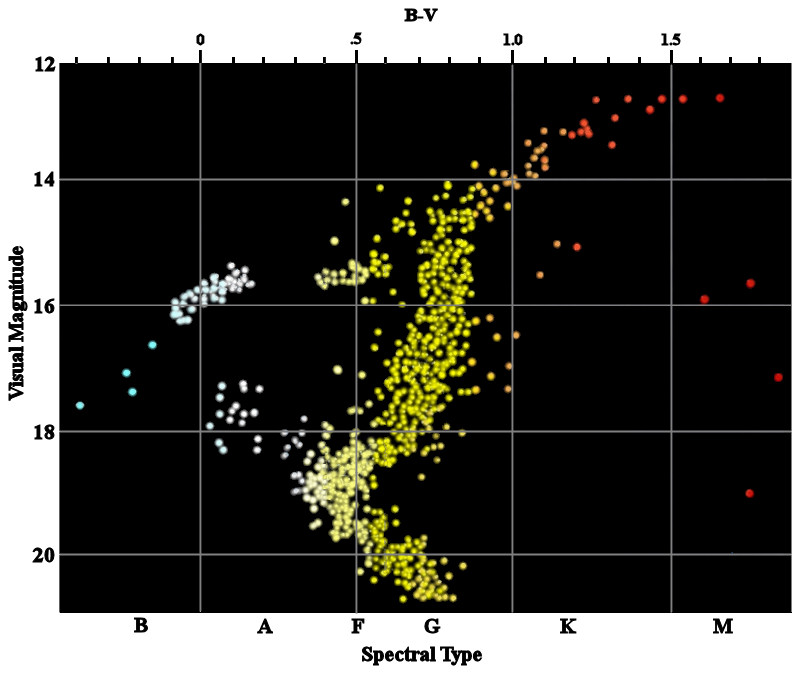
Espectro de color

El índice de color B - V, utilizado en la fotometría, es el resultado de restar a la magnitud obtenida en Banda B (con filtro azul) la obtenida en Banda V (con filtro visual).
El resultado indica el color propio de los astros: será 0 si el astro es blanco, negativo si es azulado o positivo si es amarillo, anaranjado o rojizo. Permite conocer la temperatura superficial del astro y el tipo espectral aproximado.